# Acronicta auricoma

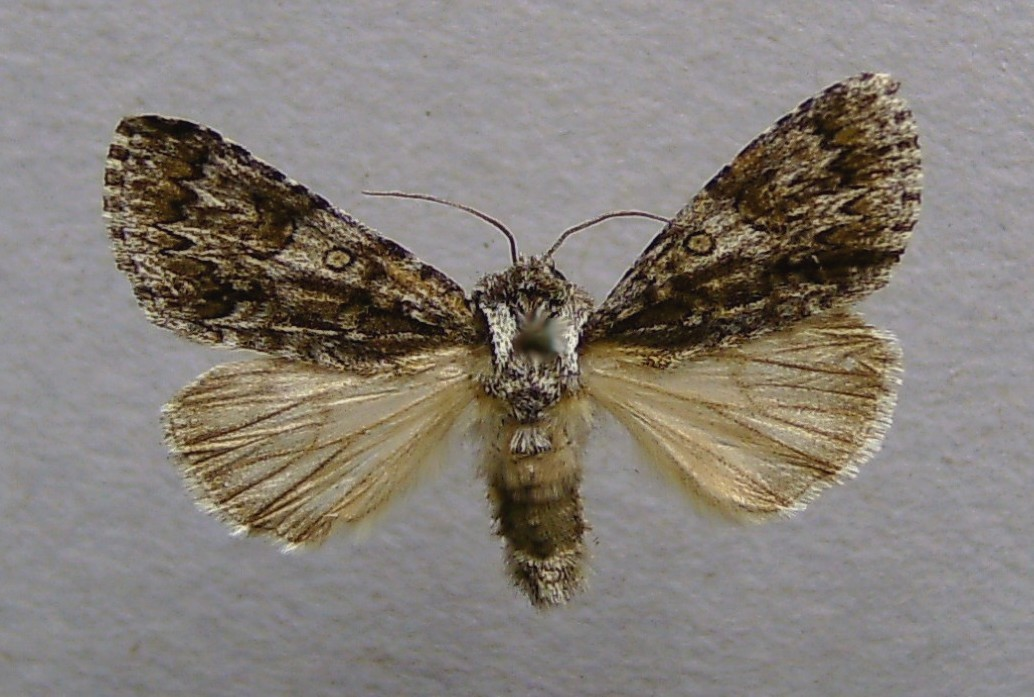
Adulto.

Acronicta auricoma (scarce dagger) es una especie de polilla de la familia Noctuidae. Se encuentra en Europa.
Tiene una envergadura de 36-42 mm. Los adultos vuelan en las noche de mayo a junio y desde mediados de julio hasta agosto.
Las larvas se alimentan de gran número de plantas, como por ejemplo: robles, zarzas, la brecina o el arándano.